# Филостефан (песник)
Филостефан (стгрч. ΦιλοστέφανοςΦιλοστέφανος) био је грчки песник старе или средње комедије. О њему је сачувано мало података.
Атенеј је сачувао одломак из четири реда из комедије „Делијан“, у којој се Филострат исмејава навикама становника Делоса. У сачуваном изводу се помињу и имена двојице водећих кувара антике, Дедала и Тиброна Атињанина.